# Сумин, Василий Дмитриевич
Василий Дмитриевич Сумин — советский хозяйственный, государственный и политический деятель.

## Биография
Родился в 1924 году в Мариинске. Член КПСС.
Участник Великой Отечественной войны в составе 328-го артиллерийского полка 150-й стрелковой дивизии, 65-го гвардейского стрелкового полка 22-й гвардейской стрелковой дивизии.
С 1950 года — на хозяйственной, общественной и политической работе.
- На 1956 г. — секретарь партбюро Ангарского катализаторного завода.[2]
- В 1965—1972 гг. — секретарь парткома Ангарского нефтехимического комбината.[3]
- В 1972—1983 гг. — первый секретарь Ангарского горкома КПСС.[3]
- В 1983—1985 гг. — председатель ревизионной комиссии Иркутского областного комитета КПСС.[3]
- В 1985—1990 гг. — преподаватель марксизма-ленинизма, внештатный работник отдела КГБ.[3]

Делегат XXV съезда КПСС.
Умер в Ангарске в 1999 году.